# Tolla (Francia)
Tolla (in corso Todda) è un comune francese di 123 abitanti situato nel dipartimento della Corsica del Sud nella regione della Corsica.
Dà il nome all'omonimo lago del suo territorio.

## Società

### Evoluzione demografica
Abitanti censiti